# Ben Woollaston
Ben Woollaston (n. 14 mai 1987, Leicester, Anglia, Regatul Unit) este un jucător englez de snooker.   
A fost finalist în 2015 la Openul Galez. Woollaston a realizat breakul maxim o singură dată în carieră. 
Momentan ocupă poziția a 37-a în lume conform clasamentului actualizat din aprilie 2019.  

## Viață personală
S-a căsătorit la Minsk cu Tatiana, o arbitră din Belarus, și au un fiu împreună.